# 棒球大聯盟
《棒球大聯盟》是日本漫畫家滿田拓也的漫畫作品，從1994年至2010年在週刊少年Sunday（小學館）上連載的棒球漫畫。在台灣由青文出版社代理漫畫出版，曾連載於元氣少年。另有以原作改編的電視動畫，標題是片假名。從2015年開始連載續作《棒球大聯盟2nd》。

## 概要
- 第41回（平成7年度）小学館漫画賞受賞。[1]
- 2001年超越GS美神極樂大作戰的39巻，成為週刊少年Sunday裡集數最多的漫畫。現僅次於《名探偵柯南》。
- 自2004年在NHK教育電視台開始播放動畫。（週六18:00～18:25 各系列全26話）
  - 第1季（幼稚園篇～少棒篇）2004年11月13日－2005年5月21日
  - 第2季（三船東中篇～海堂高中篇）2005年12月10日－2006年6月10日
  - 第3季（聖秀高中篇）2007年1月6日－2007年6月30日
  - 第4季（小聯盟篇）2008年1月5日－2008年6月28日
  - 第5季（世界杯篇）2009年1月10日－2009年6月27日
  - 第6季（大聯盟篇）2010年4月3日－2010年9月25日

- 體育用品製造商的美津濃從2005年3月起的1年間，簽訂對吾郎提供棒球用具的獨佔契約，金額未公布。漫畫中所使用的手套與球棒全都是使用美津濃的產品，配角也預定使用美津濃所製作的道具。而這次契約美津濃將契約金支付給出版商的小學館，作者滿田拓也有收到其中的一部份。
- 漫畫（與動畫）裡和實際的棒球規則有些許的出入（例如現實中的少棒錦標賽裡，1位投手只投6局。而且次回比賽時，只有前次比賽中投1局的投手能出場。另外和橫濱少棒的比賽裡，有吾郎的擊球打中外野桿子的場景，動畫中雖然是以原狀繼續比賽，但實際的規則是得到安全進壘權）。
- 世界盃篇開始時尚未決定世界棒球經典賽的舉辦，原作裡的世界盃和WBC有若干差異存在（該說是實際上的IBAF世界盃）。另外在本作品裡，完全沒有用到WBC、World Baseball Classic之類的字眼。不過準決賽與決賽的會場是以WBC舉辦場地的沛可球場（Petco Park）為範本。

## 故事簡介
主角本田吾郎的父親本田茂治本來是職業棒球選手，自幼喪母，但是五歲時父親在比賽中被喬‧吉普森（原譯：約翰‧吉普森）的觸身球擊中頭部而腦血腫而過世。其後吾郎的幼稚園老師星野桃子（茂治的未婚妻）便收養吾郎，九歲時茂野英毅（父親的同學，同樣是職業棒球選手）與星野桃子結婚，本田吾郎姓氏便改為茂野（但是少棒時以及三船東中學的隊友大多都稱「本田」），歷經少棒聯盟與高中棒球時代，進入美國大聯盟挑戰的成長歷程。
幼稚園篇（單行本1卷第1話～3卷第6話）
吾郎的爸爸（本田茂治）原本是職棒選手，也因此吾郎從小就熱愛著棒球。但是因為一場比賽發生意外，吾郎爸爸被大聯盟擁有160公里的投手吉普森以時速158KM的球擊中頭部死亡，後來吾郎的幼稚園老師（星野桃子）將他認養。
少棒篇（單行本3卷第7話～14卷第5話）
吾郎在四年級時加入三船海豚少棒隊。他在吉普森的邀請下去了美國觀看大聯盟明星賽，並被吉普森的投球和誠意感動，徹底的化解了殺父恩怨。回到日本的吾郎在大家的努力下終於打敗了當時全國最強的少棒隊橫濱少棒隊。後來吾郎的養母嫁給他爸爸的好朋友（茂野英毅），因為繼父工作的需求不告而別轉學到福岡（此時期加入博多南少棒隊，詳見劇場版）。
三船東中篇（單行本14卷第6話～24卷第2話）
4年後吾郎在國中三年級時又轉回了橫濱的三船東中，但是吾郎因為國小時比賽手傷右手無法投球而改成練左投，本來吾郎不想再打軟式棒球，想高中後再加入棒球隊，但是後來經過了一些事情，吾郎最後還是加入了棒球隊，這時棒球名校海堂的棒球社看上了吾郎想讓他進海堂就讀，但是吾郎因為看不慣他們犧牲他的好朋友壽也的名額讓他加入而拒絕進入海堂成為特別資格生，三船東中在縣內的預賽大多都在危急的情況下一一過關，但在後來眉村主投中以19-0輸給海堂附中，因而引起吾郎想加入海堂高中。
海堂高中篇（單行本24卷第3話～33卷第2話）
後來在辛苦的訓練中終於如願的和佐藤壽也一起進入海堂成為二軍，但因為早乙女監督看出吾郎他的理念和海堂的「棒球指導守則」理念不同，想求吾郎離開海堂進入別的學校，但是吾郎不死心跑去了一軍練習場遇到了江頭監督，他看上吾郎的快速球因而答應吾郎留在海堂，但是後來吾郎訂下了目標：在學長們即將畢業的友誼賽打敗他們並離開海堂。後來吾郎在一場苦戰下終於打敗了學長們，但是江頭卻不讓他離開甚至向其他有棒球社的學校下文書，不准讓吾郎進入，否則就是該學校挖角他們的球員。在二軍監督的建議下吾郎到了沒有棒球社的「聖秀高中」自己成立棒球社。
聖秀高中篇（單行本33卷第3話～47卷第7話）
吾郎想在聖秀建立一個棒球社打敗海堂，但是聖秀高中從幾年才從女校改成男女合校，所以學校男生人數根本不到十個，在吾郎好說歹說下，大家終於願意加入棒球社，在吾郎的爸爸茂野的訓練下，打算在3年級時參加比賽，但在一次因緣際會下，球隊監督連絡到了海堂的2軍，於是他們之間開始了一場練習賽，江頭在比賽中故意指使一個球員踩傷吾郎的腳，害的吾郎在縣內比賽開始時以負傷的情況參加，一路努力終於打到了縣內決賽：聖秀V.S海堂，但因為吾郎的傷勢，在經過長時間的延長賽後，吾郎也因為體力不支最後以投手犯規，海堂獲勝結束了比賽，比賽後江頭也因為命令球員踩傷吾郎的事情被發現而被革職。
小聯盟篇（單行本47卷第8話～54卷第2話）
養好腳傷的吾郎，在得知吉普森仍在大聯盟投球並獲得三百勝後，決定不進職棒而直接向美國大聯盟挑戰。在小聯盟3A裡，吾郎遇見了一個新的敵手─吉普森二世。吉普森二世一直將他家庭的不幸怪罪於自己的父親以及吾郎的親生父親身上，並向吾郎下了賭注：如果二世能從吾郎手中擊出全壘打的話吾郎就得永遠離開美國。最後吾郎成功的帶領隊伍獲得3A冠軍，並化解了二世的敵意。
世界杯棒球賽篇（單行本54卷第3話～65卷第10話）
球季結束暫時回到日本的吾郎得到次年有世界杯棒球賽的消息。在與日本代表隊的練習比賽中，雖然吾郎感覺到他的實力不足以代表國家參賽，可是代表隊中大聯盟的兩大強棒都對吾郎很賞識。在代表隊有投手受傷後吾郎便被徵召入隊，並非常漂亮的擔任了終結者的重責大任。
在與美國隊決賽前，吉普森因為心絞痛而進了醫院。趕到醫院的吾郎與吉普森有了交心的對話。吾郎說吉普森已經做的夠多了，可以安心的放下那沉重的十字架，安心的喘息了。不過在決賽時，美國隊前半場的落後使得吉普森離開醫院趕到球場去，並在牛棚投手不足的情況下登上了投手丘，進入延長賽。在與吾郎對投七局之後吉普森終於倒下被送入醫院。而隨後吉普森二世將吾郎的103英里快速球打成再見逆轉滿壘全壘打為美國和他父親得到勝利。
大聯盟篇（單行本66卷第1話～78卷第6話）
世界杯棒球賽後，經歷了短暫沮喪期的吾郎迅速恢復了鬥志並回到了大聯盟中，但由於受到世界杯大賽決賽上吉普森二世打出的再見逆轉所造成的心理刺激得了投球恐懼症，後透過心理醫師和吉普森的過去經驗治好，後來在黃蜂隊晉級到聯盟冠軍賽時左手出現血行障礙，無法正常投球，也使球隊無緣世界大賽，球季結束後開刀治療。
8年後吾郎轉職救援投手，吉普森已成為突擊者隊總教練，數年來在日本表現出色的眉村今年也加入該隊，他在世界大賽第七戰一開始就展現出壓制力，黃蜂隊在壽也的帶動下反超比數，而吾郎最終三振了吉普森二世，成功奪得睽違已久的世界大賽冠軍，也和清水結婚，並育有1男1女。
夢想延續篇（單行本78卷第7話～78卷第10話）
在贏得冠軍戒指的5年後，二世擠身350轟俱樂部，眉村繳出開季6連勝、防禦率0.92的成績，壽也也敲出美日通算第382轟，並得到單月MVP！然而吾郎因左肩再度受傷，雖然動過手術，不過也無法再投出快速球，因此只好回國。在不斷的練習下，吾郎轉型成為打者，加入馬林斯坦隊，但吾郎的夢想還要伴隨著他的孩子們不斷持續下去.........

## 漫畫
由滿田拓也執筆的漫畫於1994年33號至2010年32號在小學館的雜誌《週刊少年Sunday》上連載，七十八本漫畫單行本於1995年1月18日至2010年12月17日發售。

## 電視動畫
監督、脚本、動畫製作人、製作人、動畫製作公司等一部份工作人員由NHK教育頻道製作。
當初本來只有預定小學生篇，因為大受歡迎而決定製作第2季。首兩季合計將原作約35卷分內容濃縮成52話。此外動畫中也將漫畫裡出現幾話就消失的人物加進動畫版中（例：橫濱少棒投手川瀨涼子（第3季第16集）、橫濱少棒監督樫本（第3季第6～7集）、壽也的學妹綾音（第3季第7～26集），同時也加入了動畫原創的小片段，連貫漫畫版裡模糊的片段，但動畫版的步調則是比漫畫的快上許多。與漫畫不同的地方，第五季世界盃棒球賽，漫畫中吉普森二世是擊中吾郎的102英哩快速直球，但動畫是103英哩，另外第六季中，蘇菲亞的登場時間提前了（提前至動畫原創吾郎拍廣告時，教練團指派勸說吾郎的人，茂野英毅在第四、第六季當解說員也是動畫原創），也增加了一些原創內容，漫畫中一些血腥、暴力、色情的片段則被刪除。
第六季（25集）已播放完畢，最後有提到吉普森轉任教練（突擊者隊），眉村加入有吉普森父子的球隊（突擊者隊），而因為基恩的轉隊（轉至突擊者隊），黃蜂隊找來佐藤壽也擔任捕手，吾郎最終在世界大賽與壽也搭檔拿下冠軍。

### 製作人員
- 原作：滿田拓也
- 總監督：笠井賢一（カサヰケンイチ）（3rd）
- 監督：（1st-3rd）、福島利規（4th-6th）
- 系列構成：土屋理敬
- 劇本：土屋理敬、靜谷伊佐夫（1st-3rd）、吉田玲子（1st）、中村能子（2nd-3rd）、福嶋幸典（4th）、末永光代（4th-6th）、（4th）、金春智子（4th-6th）
- 人物設定：大城勝（1st）、大貫健一（2nd-6th）、宇佐美皓一（2nd-6th）
- 美術監督：加藤靖忠（1st、4th）、德田俊之（2nd-4th）、古賀徹（5th）、楠元祐也（5th）、佐野秀典（6th）
- 攝影監督：佐藤太朗
- 音樂：朝倉紀行（1st-3rd）、中川幸太郎（4th-6th）
- 錄音：松中秀紀
- 音響監督：高桑一（1st-3rd）、飯塚康一（4th-6th）
- 音響效果：川田清貴
- 棒球監修：長谷川滋利（4th）、大塚晶則（5th）、齋藤隆（6th）
- 動畫製作人：光延青兒、八田正宣
- 製作人：古市直彥
- 製作統籌：澤田昇（1st）、鈴木現（2nd）、柏木敦子（3rd-5th）、松本壽子（3rd）、野島正宏（4th-6th）、古市直彦（5th）、齊藤健治（6th）、齋藤雅弘（6th）
- 動畫製作：雲雀工作室（1st-3rd）、Synergy SP（4th-6th）
- 共同製作：
- 製作・著作：NHK、

### 主題曲
第一季
片頭曲
- 《心繪》（第1－26話）

作詞．作曲：北川賢一
編曲：ROAD OF MAJOR
演唱：ROAD OF MAJOR
片尾曲
- 《step》（第1－14話）

作詞：小幡英之
作曲．編曲：朝本浩文
演唱：安良城紅
- 《Faraway》（第15－25話）

作詞：森由里子
作曲．編曲：Jin Nakamura
演唱：PARADISE GO!! GO!!
- 《心绘》（第26話）

作詞．作曲：北川賢一
編曲：ROAD OF MAJOR
演唱：ROAD OF MAJOR
第二季
片頭曲
- 《再见 稚嫩的脸庞（日语：さらば碧き面影）》（第1－26話）

作詞．作曲：北川賢一
編曲：ROAD OF MAJOR
演唱：ROAD OF MAJOR
片尾曲
- 《WONDERLAND》（第1－13話）

作詞：岩里祐穂
作曲：Stefan Abrag、Asa Karlsson
編曲：Asa Karlsson
演唱：MAY (韩国歌手)
- （第14－25話）

作詞．作曲：永田武
編曲：THE LOOSE DOGS、林部直樹
演唱：THE LOOSE DOGS
- （第26話）

作詞．作曲：北川賢一
編曲：ROAD OF MAJOR
演唱：ROAD OF MAJOR
第三季
片頭曲
- 《PLAY THE GAME（日语：PLAY THE GAME）》（第1－25話）

作詞：ROAD OF MAJOR
作曲．作曲：ROAD OF MAJOR、山本恭司
演唱：ROAD OF MAJOR
片尾曲
- 《Strike Party!!!（日语：Strike Party!!!）》（第1－15話）

作詞：小坂梨由
作曲．作曲：LOVE+HATE
演唱：BeForU
- （第16－25話）

作詞．作曲：前田一平
作曲：THE LOOSE DOGS、渡邊善太郎
演唱：THE LOOSE DOGS
- 《PLAY THE GAME》（第26話）

作詞：ROAD OF MAJOR
作曲．作曲：ROAD OF MAJOR、山本恭司
演唱：ROAD OF MAJOR
第四季
片頭曲
- 《RISE (歌曲）（日语：RISE (大友康平の曲)）》（第2－25話）

作詞：大友康平
作曲．編曲：Ryo
演唱：大友康平
片尾曲
- 《ONE DAY》（第1－17話）

作詞．作曲：前田一平
編曲：渡邊善太郎、THE LOOSE DOGS
演唱：THE LOOSE DOGS
- 《雨后彩虹 (歌曲)（日语：雨のち虹色）》（第18－25話）

作詞．作曲：前田一平
編曲：渡邊善太郎、THE LOOSE DOGS
演唱：茂野吾郎（森久保祥太郎）、THE LOOSE DOGS feat.大黑摩季
- 《RISE》（第26話）

作詞：大友康平
作曲．編曲：Ryo
演唱：大友康平
第五季
片頭曲
- 《Hey! Hey! Alright（日语：Hey! Hey! Alright）》（第2－24話）

作詞：Scha Dara Parr、木村KAELA
作曲：Scha Dara Parr、
演唱：Scha Dara Parr、木村KAELA
片尾曲
- 《Stay with me (島谷瞳歌曲)（日语：SMILES (島谷ひとみの曲) #収録曲）》（第1－16話）

作詞．作曲：
編曲：川端良征
演唱：島谷瞳
- 《自己色彩》（第17－24話）

作詞：
作曲：
編曲：MISSILE CHEWBACCA
演唱：中村優
- 《心繪》（第25話）

作詞．作曲：北川賢一
編曲：ROAD OF MAJOR
演唱：ROAD OF MAJOR
第六季
片頭曲
- 《心繪》（第2－24話）

作詞．作曲：北川賢一
編曲：TRIPLANE
演唱：TRIPLANE
片尾曲
- 《Twlight Star（日语：トワイライトスター）》（第1－13話）

作詞．作曲：涼平
編曲：大西省吾、涼平
演唱：Megamasso
- 《很早以前》（第14－24話）

作詞：秋元康
作曲．編曲：Ryo
演唱：French Kiss（AKB48的柏木由紀、高城亞樹、倉持明日香）
- 《心繪》（第25話）

作詞．作曲：北川賢一
編曲：ROAD OF MAJOR
演唱：ROAD OF MAJOR

### 各話標題

#### 第一季 幼稚園篇&少棒篇
| 話數   | 日文標題 | 中文標題           | 放送日期       |
| ------ | -------- | ------------------ | -------------- |
| 第1話  |          | 吾郎的夢 父親的夢  | 2004年11月13日 |
| 第2話  |          | 兩人的友情         | 2004年11月20日 |
| 第3話  |          | 討厭爸爸！         | 2004年11月27日 |
| 第4話  |          | 遲到一天的生日     | 2004年12月4日  |
| 第5話  |          | 從大聯盟來的男人   | 2004年12月11日 |
| 第6話  |          | 再見了・・・・     | 2004年12月18日 |
| 第7話  |          | 本田吾郎、9歲!     | 2004年12月25日 |
| 第8話  |          | 球隊組成           | 2005年1月8日   |
| 第9話  |          | 孤獨一人的投手板   | 2005年1月15日  |
| 第10話 |          | 雨中的激戰         | 2005年1月22日  |
| 第11話 |          | 爸爸待過的球隊     | 2005年1月29日  |
| 第12話 |          | 吉普森拿來的邀請函 | 2005年2月5日   |
| 第13話 |          | 夏天、棒球、集訓   | 2005年2月12日  |
| 第14話 |          | 輕率的練習比賽     | 2005年2月19日  |
| 第15話 |          | 教練的想法(期待)   | 2005年3月5日   |
| 第16話 |          | 放棄了             | 2005年3月12日  |
| 第17話 |          | 大賽開始了         | 2005年3月19日  |
| 第18話 |          | 目標、初次勝利     | 2005年3月26日  |
| 第19話 |          | 媽媽的幸福         | 2005年4月2日   |
| 第20話 |          | 吾郎會輸!?         | 2005年4月9日   |
| 第21話 |          | 這就是棒球         | 2005年4月16日  |
| 第22話 |          | 決戰前夜           | 2005年4月23日  |
| 第23話 |          | 沒有輸的想法       | 2005年4月30日  |
| 第24話 |          | 追上 追平          | 2005年5月7日   |
| 第25話 |          | 和大家一起         | 2005年5月14日  |
| 第26話 |          | 說不出口的再見     | 2005年5月21日  |

#### 第二季 三船東中篇&海堂高中篇
| 話數   | 日文標題 | 中文標題           | 放送日期       |
| ------ | -------- | ------------------ | -------------- |
| 第1話  |          | 歸來               | 2005年12月10日 |
| 第2話  |          | 夢想只有一個       | 2005年12月17日 |
| 第3話  |          | 棒球部啟動         | 2005年12月24日 |
| 第4話  |          | 對手的重逢         | 2006年1月7日   |
| 第5話  |          | 壽也的過去         | 2006年1月14日  |
| 第6話  |          | 選材者的陰謀       | 2006年1月21日  |
| 第7話  |          | 強敵!友之浦        | 2006年1月28日  |
| 第8話  |          | 為了什麼・・・     | 2006年2月4日   |
| 第9話  |          | 激鬥的最後         | 2006年2月11日  |
| 第10話 |          | 新的決意           | 2006年2月18日  |
| 第11話 |          | 前往海堂的狹窄之門 | 2006年2月25日  |
| 第12話 |          | 去海堂的門票       | 2006年3月4日   |
| 第13話 |          | 再會               | 2006年3月11日  |
| 第14話 |          | 夢想之島           | 2006年3月18日  |
| 第15話 |          | 投手的條件         | 2006年3月25日  |
| 第16話 |          | 天然棒球小鬼       | 2006年4月1日   |
| 第17話 |          | 短暫的暑假         | 2006年4月8日   |
| 第18話 |          | 不愉快的棒球       | 2006年4月15日  |
| 第19話 |          | 特招生的實力       | 2006年4月22日  |
| 第20話 |          | 吾郎VS制式棒球     | 2006年4月29日  |
| 第21話 |          | 與你一起           | 2006年5月6日   |
| 第22話 |          | 海堂的秘密         | 2006年5月13日  |
| 第23話 |          | 江頭的思慮         | 2006年5月20日  |
| 第24話 |          | 向一軍的挑戰       | 2006年5月27日  |
| 第25話 |          | 靠自己的雙腳       | 2006年6月3日   |
| 第26話 |          | 再見了             | 2006年6月10日  |

#### 第三季 聖秀高中篇
| 話數   | 日文標題 | 中文標題            | 放送日期      |
| ------ | -------- | ------------------- | ------------- |
| 第1話  |          | 從零開始            | 2007年1月6日  |
| 第2話  |          | 新同伴              | 2007年1月13日 |
| 第3話  |          | 父傳子              | 2007年1月20日 |
| 第4話  |          | 無謀的賭局          | 2007年1月27日 |
| 第5話  |          | 我們的球場          | 2007年2月3日  |
| 第6話  |          | 各自的選擇          | 2007年2月10日 |
| 第7話  |          | 突然的造訪者        | 2007年2月17日 |
| 第8話  |          | 江頭的陰謀          | 2007年2月24日 |
| 第9話  |          | 王牌不在            | 2007年3月3日  |
| 第10話 |          | 會傳染的鬥志        | 2007年3月10日 |
| 第11話 |          | 負傷的王牌          | 2007年3月17日 |
| 第12話 |          | 對三船戰的比賽開始! | 2007年3月24日 |
| 第13話 |          | 白熱化!與三船的比賽 | 2007年3月31日 |
| 第14話 |          | 毅力vs毅力          | 2007年4月7日  |
| 第15話 |          | 全力揮棒!           | 2007年4月14日 |
| 第16話 |          | 意外的再會          | 2007年4月21日 |
| 第17話 |          | 投手戰              | 2007年4月28日 |
| 第18話 |          | 最後一球            | 2007年5月5日  |
| 第19話 |          | 向王者的挑戰        | 2007年5月12日 |
| 第20話 |          | 沒有破綻!規則棒球   | 2007年5月19日 |
| 第21話 |          | 壽也的秘策          | 2007年5月26日 |
| 第22話 |          | 正面對決            | 2007年6月2日  |
| 第23話 |          | 接近極限的比賽      | 2007年6月9日  |
| 第24話 |          | 陰謀的結束          | 2007年6月16日 |
| 第25話 |          | 滿是傷痕的王牌      | 2007年6月23日 |
| 第26話 |          | 去往夢想的舞台      | 2007年6月30日 |

#### 第四季 小聯盟篇
| 話數   | 日文標題 | 中文標題                | 放送日期      |
| ------ | -------- | ----------------------- | ------------- |
| 第1話  |          | 前往棒球的故鄉          | 2008年1月5日  |
| 第2話  |          | 測試                    | 2008年1月12日 |
| 第3話  |          | 跟你拚了                | 2008年1月19日 |
| 第4話  |          | 這就是大聯盟            | 2008年1月26日 |
| 第5話  |          | 通往世界的指標          | 2008年2月2日  |
| 第6話  |          | 不能原諒                | 2008年2月9日  |
| 第7話  |          | 膽量滿分                | 2008年2月16日 |
| 第8話  |          | 出道                    | 2008年2月23日 |
| 第9話  |          | 挑戰者                  | 2008年3月1日  |
| 第10話 |          | 並不是不可能            | 2008年3月8日  |
| 第11話 |          | 要瞄準試試看嗎          | 2008年3月15日 |
| 第12話 |          | 謊言                    | 2008年3月22日 |
| 第13話 |          | 愚蠢的賭注              | 2008年3月29日 |
| 第14話 |          | 基恩的過去              | 2008年4月5日  |
| 第15話 |          | 英雄                    | 2008年4月12日 |
| 第16話 |          | 讓人生氣                | 2008年4月19日 |
| 第17話 |          | 應作為目標的事物        | 2008年4月26日 |
| 第18話 |          | 愛麗絲的夢想 大家的夢想 | 2008年5月3日  |
| 第19話 |          | 區別                    | 2008年5月10日 |
| 第20話 |          | 滾                      | 2008年5月17日 |
| 第21話 |          | 驚濤駭浪的開幕戰        | 2008年5月24日 |
| 第22話 |          | 命運的一球              | 2008年5月31日 |
| 第23話 |          | 另一個決戰              | 2008年6月7日  |
| 第24話 |          | 偉大的男人              | 2008年6月14日 |
| 第25話 |          | 真正的好對手            | 2008年6月21日 |
| 第26話 |          | 誓言                    | 2008年6月28日 |

#### 第五季 世界杯棒球賽篇
| 話數   | 日文標題 | 中文標題       | 放送日期      |
| ------ | -------- | -------------- | ------------- |
| 第1話  |          | 重逢           | 2009年1月10日 |
| 第2話  |          | 兩人的溫度差   | 2009年1月17日 |
| 第3話  |          | 代表到齊       | 2009年1月24日 |
| 第4話  |          | 試驗錯誤       | 2009年1月31日 |
| 第5話  |          | 日本新生代隊   | 2009年2月7日  |
| 第6話  |          | 無欲的直球     | 2009年2月14日 |
| 第7話  |          | 突然的通知     | 2009年2月21日 |
| 第8話  |          | 各自的想法     | 2009年2月28日 |
| 第9話  |          | 重壓與真價值   | 2009年3月7日  |
| 第10話 |          | 磨利的牙       | 2009年3月14日 |
| 第11話 |          | 不是男子漢     | 2009年3月21日 |
| 第12話 |          | 魔咒           | 2009年3月28日 |
| 第13話 |          | 日本的棒球     | 2009年4月4日  |
| 第14話 |          | 沒關係         | 2009年4月11日 |
| 第15話 |          | 攻擊性棒球     | 2009年4月18日 |
| 第16話 |          | 各自的決心     | 2009年4月25日 |
| 第17話 |          | 美國的驕傲     | 2009年5月2日  |
| 第18話 |          | 到約定的地方   | 2009年5月9日  |
| 第19話 |          | 投球的原動力   | 2009年5月16日 |
| 第20話 |          | 懷抱著榮耀     | 2009年5月23日 |
| 第21話 |          | 為了自身       | 2009年5月30日 |
| 第22話 |          | 永不終結的夢想 | 2009年6月6日  |
| 第23話 |          | 父親的背影     | 2009年6月13日 |
| 第24話 |          | 浴血站的尾聲   | 2009年6月20日 |
| 第25話 |          | 邁向明天的道路 | 2009年6月27日 |

#### 第六季 大聯盟篇
| 話數         | 日文標題 | 中文標題       | 放送日期      |
| ------------ | -------- | -------------- | ------------- |
| 第1話        |          | 超級新秀       | 2010年4月3日  |
| 第2話        |          | 風光的處女秀   | 2010年4月10日 |
| 第3話        |          | 無處可逃的危機 | 2010年4月17日 |
| 第4話        |          | 苦惱中的左投   | 2010年4月24日 |
| 第5話        |          | 治療的成果     | 2010年5月1日  |
| 第6話        |          | 職業選手的資質 | 2010年5月8日  |
| 第7話        |          | 新人的苦惱     | 2010年5月15日 |
| 第8話        |          | 閃電復出       | 2010年5月22日 |
| 第9話        |          | 復活之戰       | 2010年5月29日 |
| 第10話       |          | 各自的夏天     | 2010年6月5日  |
| 第11話       |          | 受託付的夢想   | 2010年6月12日 |
| 第12話       |          | 不成文的規定   | 2010年6月19日 |
| 第13話       |          | 輸球連鎖反應   | 2010年6月26日 |
| 第14話       |          | 王牌的責任     | 2010年7月3日  |
| 第15話       |          | 弱點           | 2010年7月10日 |
| 第16話       |          | 堅強的意志     | 2010年7月17日 |
| 第17話       |          | 不速之客       | 2010年7月24日 |
| 第18話       |          | 這不像你       | 2010年7月31日 |
| 第19話       |          | 山雨欲來       | 2010年8月7日  |
| 第20話       |          | 夢想在前方     | 2010年8月21日 |
| 第21話       |          | 不要放棄       | 2010年8月28日 |
| 第22話       |          | 剩下的機會     | 2010年9月4日  |
| 第23話       |          | 超越極限       | 2010年9月11日 |
| 第24話       |          | 對榮耀的執著   | 2010年9月18日 |
| 第25話（終） |          | 通往未來       | 2010年9月25日 |

### 播映電視台
日本
海外播送
| 播放地區 | 播放電視台 | 播放日期                     | 播放時間                | 集數           | 備註                                                                                    |
| -------- | ---------- | ---------------------------- | ----------------------- | -------------- | --------------------------------------------------------------------------------------- |
| 台灣     | MOMO親子台 | 2006年1月2日－待查           | 星期一至五18:30－19:00  | 第一季         | 台灣最初首播 本頻道開台後最初首播動畫之一，部分時段與洛克人EXE AXESS重疊                |
| 台灣     | 華視       | 2007年9月4日－12月20日       | 星期日18:00－18:30      | 第一季－第三季 |                                                                                         |
| 台灣     | 華視       | 2008年9月14日－2009年8月29日 | 星期六18:30－19:00      | 第四季－第五季 | 3月28日起改至星期六18:30-19:00播出 後期以新棒球大聯盟名義播映，接續電影版《友情的一球》 |
| 台灣     | 東森電影台 | 2010年5月30日－9月19日       | 星期六、日10:30－12:30  | 第一季－第五季 | 連播四集 5月30日播出時間為11:30-12:30 9月19日播出時間為10:30-12:00                      |
| 台灣     | 東森電影台 | 2010年5月30日－9月19日       | 星期六10:00－12:00      | 第一季－第五季 | 8月16日後與周日同時段合併                                                               |
| 台灣     | 東森電影台 | 2012年9月14日－2013年1月1日  | 星期一至五19:00－20:00  | 全部+OVA       | 9月14日 19:30－20:00 開播第1集                                                          |
| 台灣     | 東森電影台 | 2017年1月24日－待查          | 星期一至五18:00－19:00  | 第五季－第六季 |                                                                                         |
| 台灣     | 民視主頻道 | 2016年7月5日－2017年2月17日  | 星期一至五 18:30－19:00 | 全部           | 2016年9月15日起18:00－19:00                                                             |
| 香港     | 本港台     | 2009年2月19日－4月17日       | 星期三至五17:10－17:40  | 第一季         |                                                                                         |
| 香港     | 本港台     | 2009年7月21日－8月25日       | 星期一至五17:15－17:45  | 第二季         |                                                                                         |

### DVD
由avex marketing communications發售。
- 1st season

1st Ining ～ 9th Ining
- 2nd season

吾郎·壽也激闘篇 1st Ining ～ 9th Ining
- 3rd season

飛翔！聖秀編 1st Ining ～ 9th Ining
- 4th season

アメリカ！挑戰編 1st Ining ～ 9th Ining
- 5th season

決戦！日本代表編 1st Ining ～ 9th Ining
- 6th season

完全燃焼！夢の舞台編 1st Ining ～4st Ining
- ｢メジャー」The Best Games 横浜リトルVS三船ドルフィンズ

第1シリーズ、三船ドルフィンズ対横浜リトルを収録(橫濱少棒隊VS三船海豚隊)
- ｢メジャー」The Best Games 友ノ浦VS三船東

第2シリーズ、三船東中対友ノ浦中を収録 (三船東中VS友之浦)　

## OVA
STAFF和CAST沿用第六季的製作陣容，補完原作漫畫第78卷的結局—吾郎在世界大賽篇5年後，左肩受傷不能再投球，離開黃蜂隊回日本，在一番苦練後成功轉任打者加入日本職棒的故事；以及吾郎在世界大賽篇完整的故事（分為上下兩篇）。

### ~Message~
與漫畫單行本第78卷限定版綑綁發售（日本於2010年12月17日發售），該集為棒球大聯盟漫畫的完結篇。
吾郎在幫助印第安那黃蜂隊拿到世界大賽冠軍的幾年後，由於左肩舊傷復發再度開刀，經過非常漫長的復健但成效不佳，而球團本有意安排吾郎轉任為投手教練，但遭到吾郎的拒絕，因此球團與他解約。
此時，吾郎想到自己的親生父親本田茂治也是在受傷之後棄投從打並且成功復出，因此與妻子薰討論之後，決定回日本發展。
回到日本後，養父母英毅和桃子極力反對吾郎棄投從打，但是吾郎仍決定以打者身分再次站上。於是吾郎開始不斷的進行自主訓練，後以自由球員身份參加日本職棒戰力外測試，並受到馬林斯坦隊的青睞，進而加盟馬林斯坦隊。
吾郎拜託薰不要告訴自己的孩子，想給孩子一個驚喜，最後吾郎在馬林斯坦隊的春訓中表現亮眼，並成功升上一軍上成為先發六棒、左外野手，同時也邀請英毅和桃子以及薰、泉美及大吾一同觀看比賽，最後透過比賽，將心意傳達給泉美，爾後也成功轉任打者。

#### 主題曲
- 《心繪》

作詞．作曲：北川賢一
編曲：山原和宏
演唱：茂野吾郎（森久保祥太郎）

### 世界大賽篇 通往夢想的瞬間
與漫畫總集篇「世界大賽激鬥篇」綑綁發售。
開頭吉普森成為突擊者隊總教練，基恩和眉村也轉至突擊者隊，與吉普森父子同隊；壽也同樣透過FA轉戰大聯盟，來到黃蜂隊與吾郎組成投捕搭檔，與眉村和基恩的搭檔對決，前黃蜂隊終結者瓦茲轉任總教練。
後來壽也的爺爺告訴壽也當年父母為什麼會拋棄他和躲債的來龍去脈，知道實情的壽也變得矛盾；日後他原諒了曾經因躲債而拋棄他的母親，更與妹妹美穗討論後，想把母親接回自己的身邊扶養。
轉戰大聯盟的第一年，壽也在例行賽表現平平，但在世界大賽最終戰中扛出兩發滿貫砲，一個人打下8分打點；最終就在吾郎完全燃燒的投球下，黃蜂隊終於贏得了睽違30餘年的世界大賽冠軍。小薰也於同一天誕下長女泉美，與吾郎共同組成幸福美滿的家庭。

#### 主題曲
片頭曲
- 《JUST DO IT》

作詞．作曲：YUTO
演唱：CLUTCHO
片尾曲
- 《Time capsule》

作詞．作曲：森川佑斗
演唱：CLUTCHO

## 劇場版動畫
「棒球大聯盟劇場版 友情的一球（劇場版 MAJOR 友情の一球）」描述茂野吾郎結束第一個小聯盟賽季回國後前往福岡，回憶起其於福岡時期的經歷與成長。2008年12月13日在東寶系公開。
主题曲
- 《翼 (Remioromen歌曲)（日语：風のクロマ #収録曲）》

作詞．作曲：藤卷亮太
編曲：小林武史、Remioromen
演唱：Remioromen

## 遊戲
- Wii 遊戲：棒球大聯盟 投出螺旋球吧！2008年2月7日發售

劇情背景設定為從夢島至聖秀高中篇，然後結局是吾郎準備去美國
- Wii 遊戲：棒球大聯盟 完美終結者 2008年12月11日發售

劇情背景為動畫第四季的小聯盟篇
- NDS 遊戲：棒球大聯盟 DS 夢幻棒球 2008年7月31日發售

## 外部連結
- （日語）小學館漫畫官方網站
- （日語）棒球大聯盟動畫官方網站 （页面存档备份，存于）

| 第40回 平成6年度      |
| 《灌籃高手》 井上雄彥 |

| 第41回 平成7年度        |
| 《棒球大聯盟》 滿田拓也 |

| 第42回 平成8年度          |
| 《火線先鋒大吾》 曾田正人 |